# DM i cykelcross 2012
Danmarksmesterskaberne i cykelcross 2012 var den 43. udgave af DM i cykelcross. Mesterskabet fandt sted 8. januar 2012 på en 2,3 kilometer lang rundstrækning på
Bellahøjmarken i København NV.
Hos kvinderne vandt Nikoline Hansen sit fjerde danmarksmesterskab i cykelcross, og blev dermed den mest vindende kvinde. I herrerækken vandt Kenneth Hansen sit andet DM i træk.

## Resultater
Mesterskabet hos herrejunior var ikke et officielt DM, på grund af for få tilmeldte ryttere.
| Event        | Guld                | Sølv                    | Bronze                |
| ------------ | ------------------- | ----------------------- | --------------------- |
| Herrer       |                     |                         |                       |
| Herrer elite | Kenneth Hansen      | Jonas Pedersen          | Tommy Moberg Nielsen  |
| Herrejunior  | Simon Hamann Larsen | Magnus Tholstrup Skjøth | Niels Bech Rasmussen  |
| Damer        |                     |                         |                       |
| Damer elite  | Nikoline Hansen     | Margriet Kloppenburg    | Signe Diana Strandvig |